# Prêmio Arthur Friedenreich de 2008
O Prêmio Arthur Friedenreich de 2008 é a 1ª edição do prêmio, criado pela Rede Globo, destinado ao maior artilheiro da temporada no futebol brasiliero.

## Classificação
Atualizado em 8 de dezembro de 2008
| #   | Jogador             | Clube               | Gols |
| --- | ------------------- | ------------------- | ---- |
| 1º  | Keirrison           | Coritiba            | 41   |
| 2º  | Kléber Pereira      | Santos              | 40   |
| 3º  | Túlio Maravilha     | Vila Nova           | 38   |
| 4º  | Alex Mineiro        | Palmeiras           | 37   |
| 5º  | Marcão              | Ipatinga            | 36   |
| 5º  | Marcão              | Atlético Goianiense | 36   |
| 5º  | Washington          | Fluminense          | 36   |
| 7º  | Alex                | Internacional       | 29   |
| 7º  | Vandinho            | Avaí                | 29   |
| 7º  | Vandinho            | Flamengo            | 29   |
| 7º  | Wellington Paulista | Botafogo            | 29   |
| 10º | Marcelo Brás        | Rio Branco-AC       | 28   |
| 11º | Mendes              | Juventude           | 27   |
| 12º | Dentinho            | Corinthians         | 24   |
| 12º | Edmundo             | Vasco da Gama       | 24   |
| 12º | Juninho             | Atlético Goianiense | 24   |
| 12º | Pedrão              | Grêmio Barueri      | 24   |
| 16º | Guilherme           | Cruzeiro            | 23   |
| 16º | Júnior Amorim       | CRB                 | 23   |
| 16º | Luiz Carlos         | Ceará               | 23   |
| 16º | Luiz Carlos         | Internacional       | 23   |
| 16º | Romerito            | Sport               | 23   |
| 16º | Romerito            | Goiás               | 23   |